# Gösta Bohmansson
Gösta Bohmansson, född 1 juli 1887, död 4 december 1973, var en svensk läkare.
Han tog studentexamen i Malmö 1905, blev medicine kandidat vid Lunds universitet 1910, medicine licentiat vid Karolinska Institutet i Stockholm 1914, och medicine doktor där 1926.
Bohmansson blev 1922 lasarettsläkare vid Umeå lasarett, överläkare vid dess kirurgiska avdelning 1925, lasarettsläkare vid Örebro lasaretts kirurgiska avdelning 1928, och lasarettets styresman år 1929. Bohmansson var från 1941 ledamot av sjukvårdsförvaltningens vetenskapliga råd och erhåll 1946 professors namn. Efter pensioneringen 1952 var han verksam som industriläkare i Kvarntorp och Degerfors fram till 1965.
Han utgav ett 80-tal vetenskapliga skrifter inom medicinsk kemi, kirurgi, särskilt magsårets kirurgi samt i sjukhusfrågor.

## Biografi
- Studien über die chirurgische Behandlung von Gastroduodenalgeschwüren, avhandling, 1926
- Det moderna sjukhuset: studier över dess aktuella problem, kapitel i bokverket Svenska sjukhus i tre band.
- Barndomsdagar och mannaår, memoarer, 1969
- 16 vetenskapliga publikationer förtecknade i PubMed under åren 1919-1954